# 비밀집회 금지법
비밀집회 금지법 ( Conventicle Act )는 1664년에 일어난 5명 이상의 비국교회의 집회를 금지한 법이다. 이 법령은 클래런던 법전의 한 부분으로 비국교회의 성장을 막고, 국교회의 성장을 권장하기 위해 만들어졌다. 이 법으로 인해 언약도들이 지역을 떠나는 결과를 낳았다. 지역의 목회자들이 떠나자, 은퇴하였던 연로한 목회자들이 강대상을 차지하였다. 이 법은 1689년에 폐지되었다.

## 같이 보기
- 5마일령